# Bos en Lommer

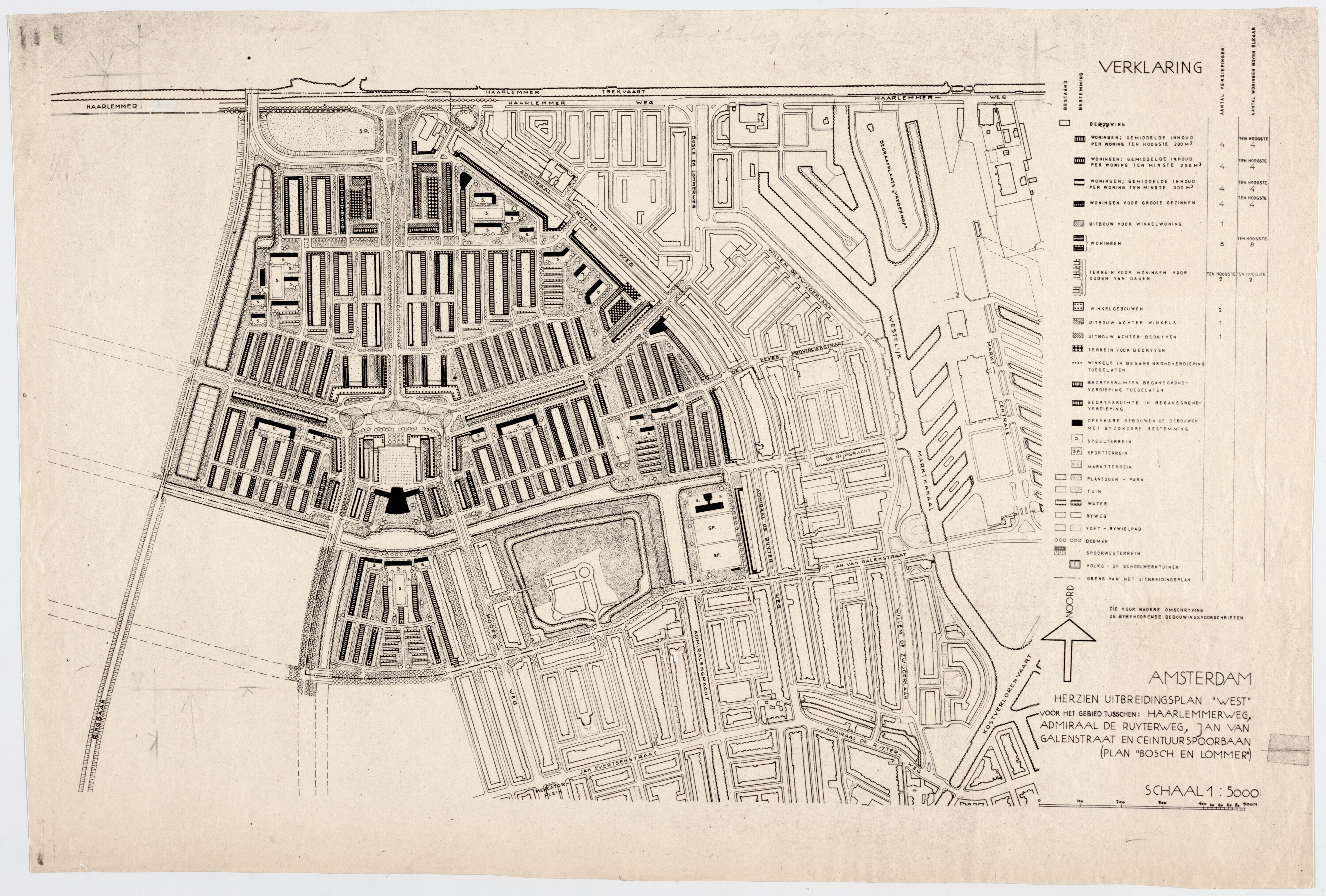
Kaart van het herziene uitbreidingsplan Bos en Lommer (Landlust). De kaart heeft betrekking op het gebied tussen Haarlemmerweg, Admiraal de Ruijterweg, Jan van Galenstraat en de Ceintuurspoorbaan (Ringspoorbaan); 1936.

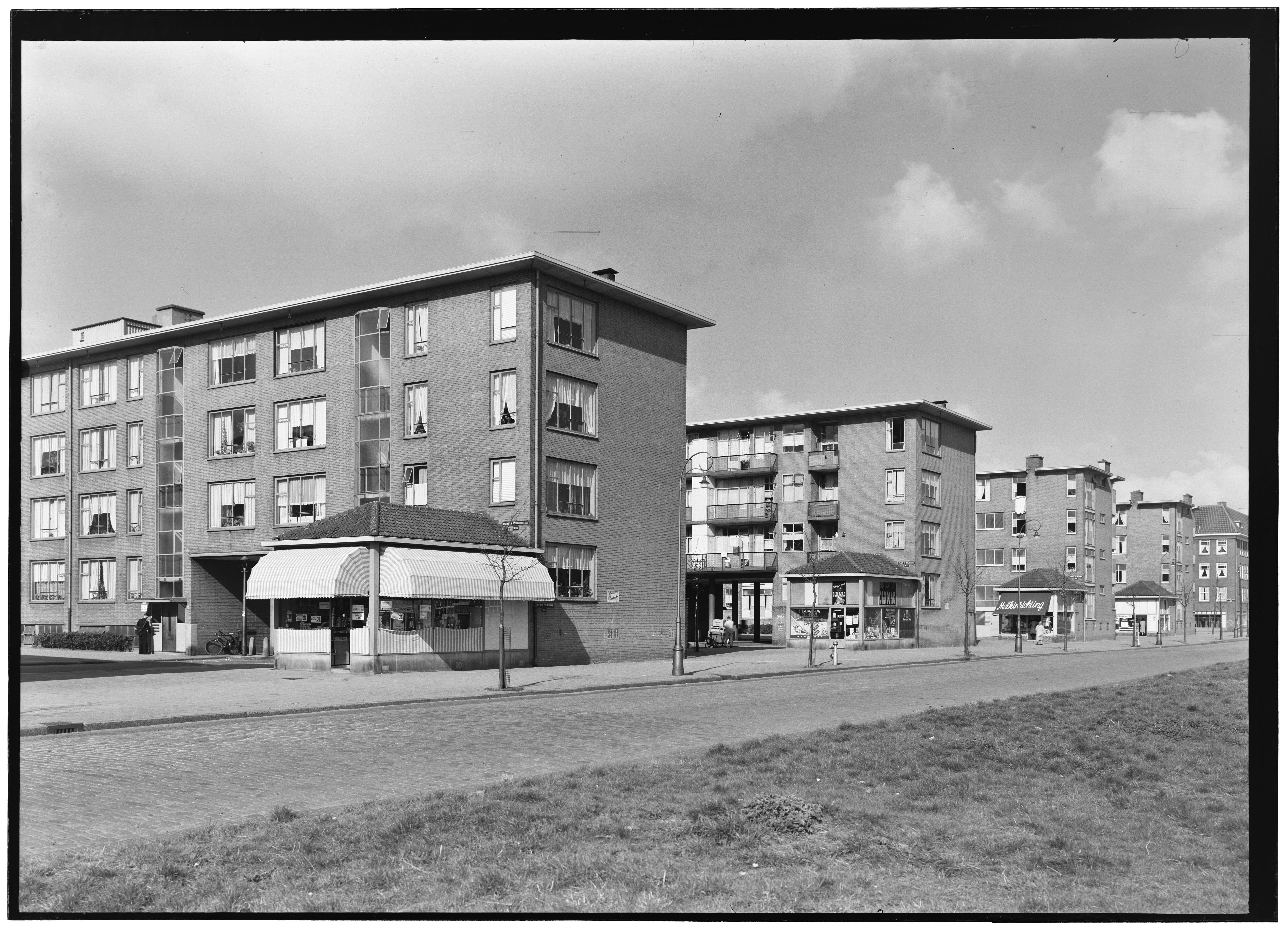
Strokenbouw langs de Willem de Zwijgerlaan, bij Charlotte de Bourbonstraat; 1953.

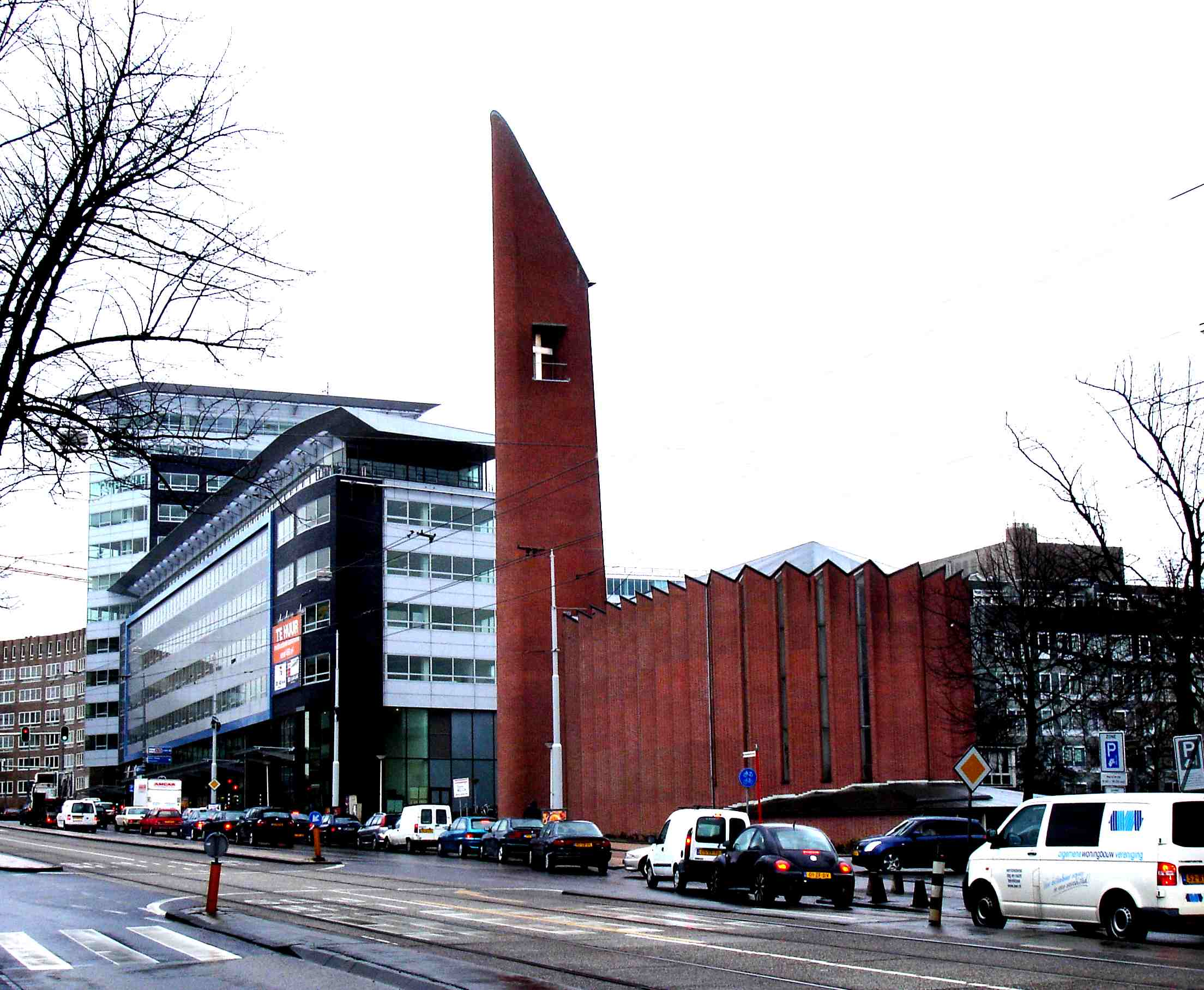
De Opstandingskerk, beter bekend als de 'Kolenkit', aan de Bos en Lommerweg met daarachter het bruggebouw.

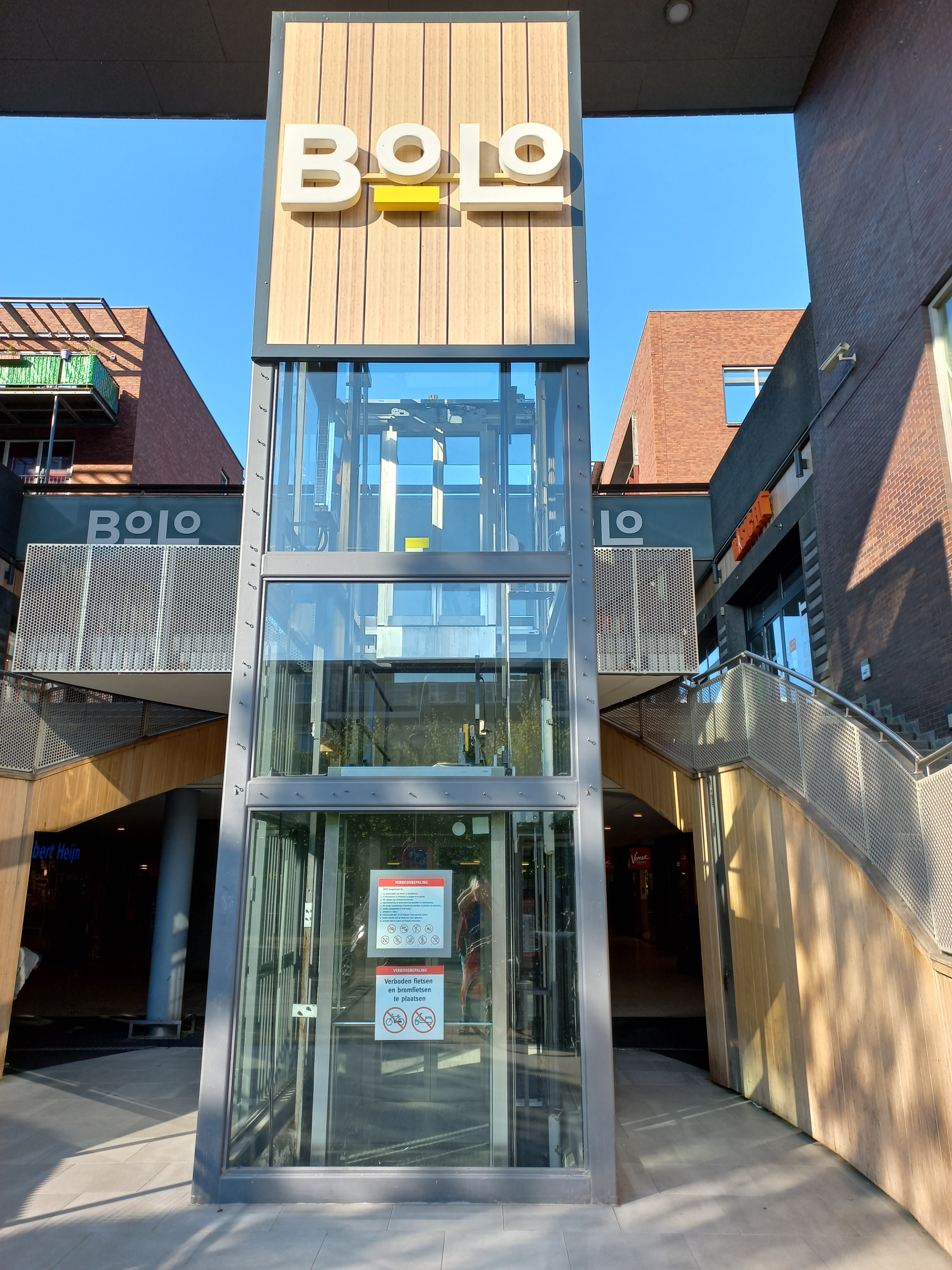
Bolo (september 2023)

Bos en Lommer, in de 21e eeuw in de volksmond ook wel Bolo, is een wijk in Amsterdam-West. Het was van 1990 tot 2010 een stadsdeel van de gemeente Amsterdam in de Nederlandse provincie Noord-Holland. Per 1 mei 2010 is het stadsdeel opgegaan in het nieuwe stadsdeel West.
De wijk wordt aan de noordzijde begrensd door de Haarlemmerweg en aan de zuidzijde door de Jan van Galenstraat. De oostelijke begrenzing wordt gevormd door het Westelijk Marktkanaal, de westelijke begrenzing vormt de Ringspoorbaan. De Einsteinweg, onderdeel van de Ringweg-West (A10), doorsnijdt de wijk. Bos en Lommer telt één park, het Erasmuspark, de eerste 4 hectare aangelegd met een toegangsbrug vanaf de Jan van Galenstraat in 1927 en in de jaren zestig en in de jaren negentig na een grote opknapbeurt definitief ingericht.

## Geschiedenis
Tot de instelling van het stadsdeel was de naam Bos en Lommer verbonden aan een wijk in Amsterdam-West. De naam Bos en Lommer is ontleend aan een in 1940 gesloopte boerenhofstede met die naam langs de Sloterdijkermeerweg, die Sloterdijk met de Sloterdijkermeerpolder, thans de Sloterplas, verbond. Nabij deze plaats bevindt zich nu het Bos en Lommerplein.
Bos en Lommer kan als voorloper van de Westelijke Tuinsteden worden beschouwd. In de jaren twintig en dertig werden nabij de uit het begin van de 20e eeuw daterende Admiraal de Ruijterweg woningen in de traditionele gesloten bouwblokken gebouwd. Eind jaren dertig werd in de buurt Landlust voor het eerst geëxperimenteerd met strokenbouw, de eerste uiting van de open bebouwingswijze. Het plan Bos en Lommer werd vastgesteld in 1939. In de jaren veertig werd verder gebouwd in strokenbouw. Het westelijke deel kwam na de Tweede Wereldoorlog tot stand, dit deel wordt tegenwoordig de Kolenkitbuurt genoemd. De wijk was eind jaren vijftig volgebouwd.
In Bos en Lommer zijn straten vernoemd naar familie van Willem de Zwijger, zeehelden, zeeslagen en historische boeken en toneelstukken. De wijk bestaat voornamelijk uit middelhoogbouw (vier etages), met hier en daar laagbouw. Hoogbouw vindt men vooral in de nieuwbouw zoals rond het Bos en Lommerplein, de torenflats nabij de metrolijn en in de Laan van Spartaan. In deze nieuwe wijk, begrensd door de Ringspoorbaan, Jan van Galenstraat, A10 en de Erasmusgracht zijn de straten vernoemd naar sporthelden uit het verleden.
Opvallende gebouwen in Bos en Lommer zijn:
- de voormalige Pniëlkerk, ook bekend als het 'Theelichtje', tegenwoordig theater Podium Mozaïek;
- de Sint-Josephkerk aan de Erik de Roodestraat;
- de Opstandingskerk, beter bekend als de 'Kolenkit';
- het voormalige GAK-gebouw, ook bekend als het 'Aquarium' (sinds 2012 huisvesting);
- het Bruggebouw - dat over de A10 is heen gebouwd verbindt de Kolenkitbuurt met de rest van Bos en Lommer;
- het drijvende Café Restaurant FLORYA in de Erasmusgracht;
- wooncomplex Collage aan het Bos en Lommerplantsoen;
- de Tribune in de nieuwe wijk Laan van Spartaan;
- Scala en New Kit, de scheve toren van Bolo, aan de Bos en Lommerweg, bij het metrostation;
- de woningen rondom de Marieken van Nimwegenstraat (zoals Sanderijnstraat) van Arend Jan Westerman.

De eerste tramlijn door het huidige Bos en Lommer was de tramlijn Amsterdam - Haarlem - Zandvoort over de Admiraal de Ruijterweg, geopend in 1904 en opgeheven in 1957. De eerste stadstram was lijn 13, die in 1950 vanaf het Mercatorplein via de Hoofdweg werd verlengd tot aan het Bos en Lommerplein. In 1954 kwam de verlenging tot stand via de Bos en Lommerweg naar Slotermeer.
In 1982 kwamen er op de Admiraal de Ruijterweg weer tramrails, nu voor de tramlijnen 12 en 14.
In 1989 verdween lijn 13 uit Bos en Lommer en werd vervangen door de lijnen 7 en 14. Voor lijn 14 kwam er een nieuwe trambaan vanaf de Admiraal de Ruijterweg via de Bos en Lommerweg naar het Bos en Lommerplein.
In 2018 werden de tramlijnen 12 en 14 op de Admiraal de Ruijterweg vervangen door 19 en was er op het deel van de Bos en Lommerweg ten oosten van het Bos en Lommerweg geen tramlijn meer.
Er is één metrostation: aan de Bos en Lommerweg / De Vlugtlaan.
In maart 2007 werd Bos en Lommer aangewezen als een probleemwijk (Zie: De 40 wijken van Vogelaar), waardoor zij extra aandacht en geld ontvingen. In de daaropvolgende jaren werd veel geïnvesteerd in verbetering van woningen en de woonomstandigheden. Sindsdien is er ook sprake van gentrificatie in Bos en Lommer.

## Buurten in (voormalig Stadsdeel) Bos en Lommer
Sinds 1 januari 2014 hanteert de gemeente Amsterdam behalve stadsdelen en buurtcombinaties een verdeling in gebieden. Bos en Lommer geldt in deze indeling als gebied 4. Bos en Lommer omvat de buurtcombinaties Erasmuspark, Landlust, De Kolenkit en Sloterdijk. Tot die laatste wordt het oude dorp Sloterdijk gerekend.
De onderverdeling in buurten en buurtcombinaties is niet altijd hetzelfde geweest, ook hanteert bijvoorbeeld het CBS in Amsterdam een andere wijkindeling dan de gemeente zelf doet. Zo zijn onder meer nog de Gibraltarbuurt, de Gulden Winckelbuurt, de Robert Scottbuurt en de wijk Laan van Spartaan bekend.

## Afbeeldingen

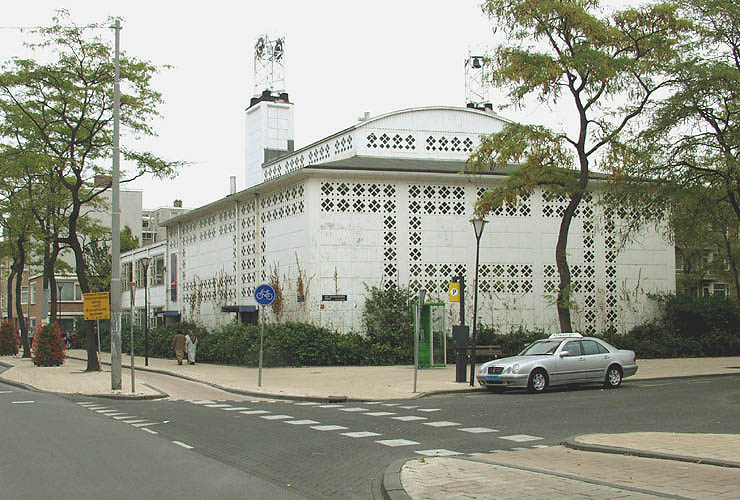
De voormalige Pniëlkerk, ook bekend als het 'Theelichtje', tegenwoordig theater Podium Mozaïek aan de Bos en Lommerweg.
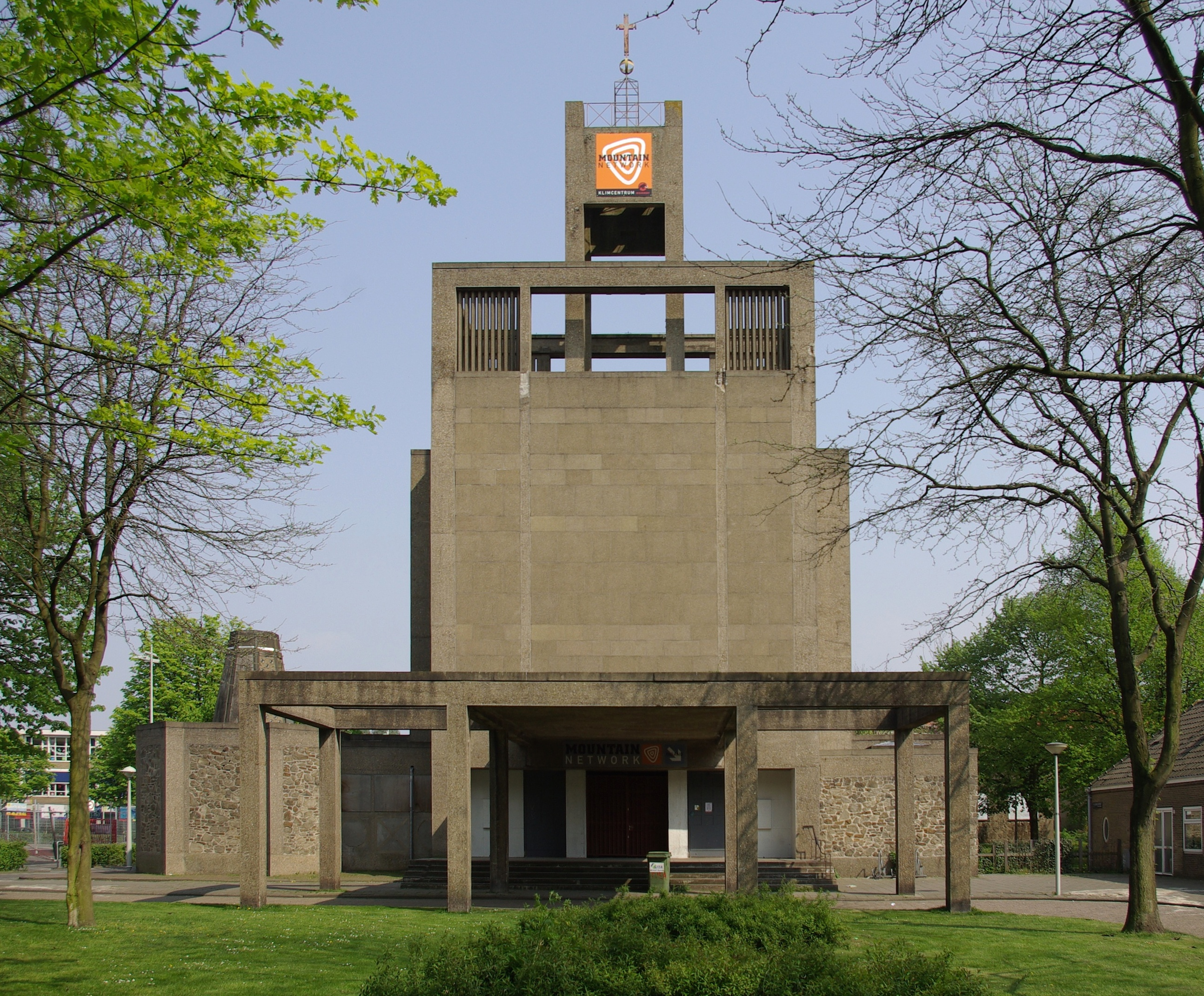
Sint-Josephkerk; 2011.
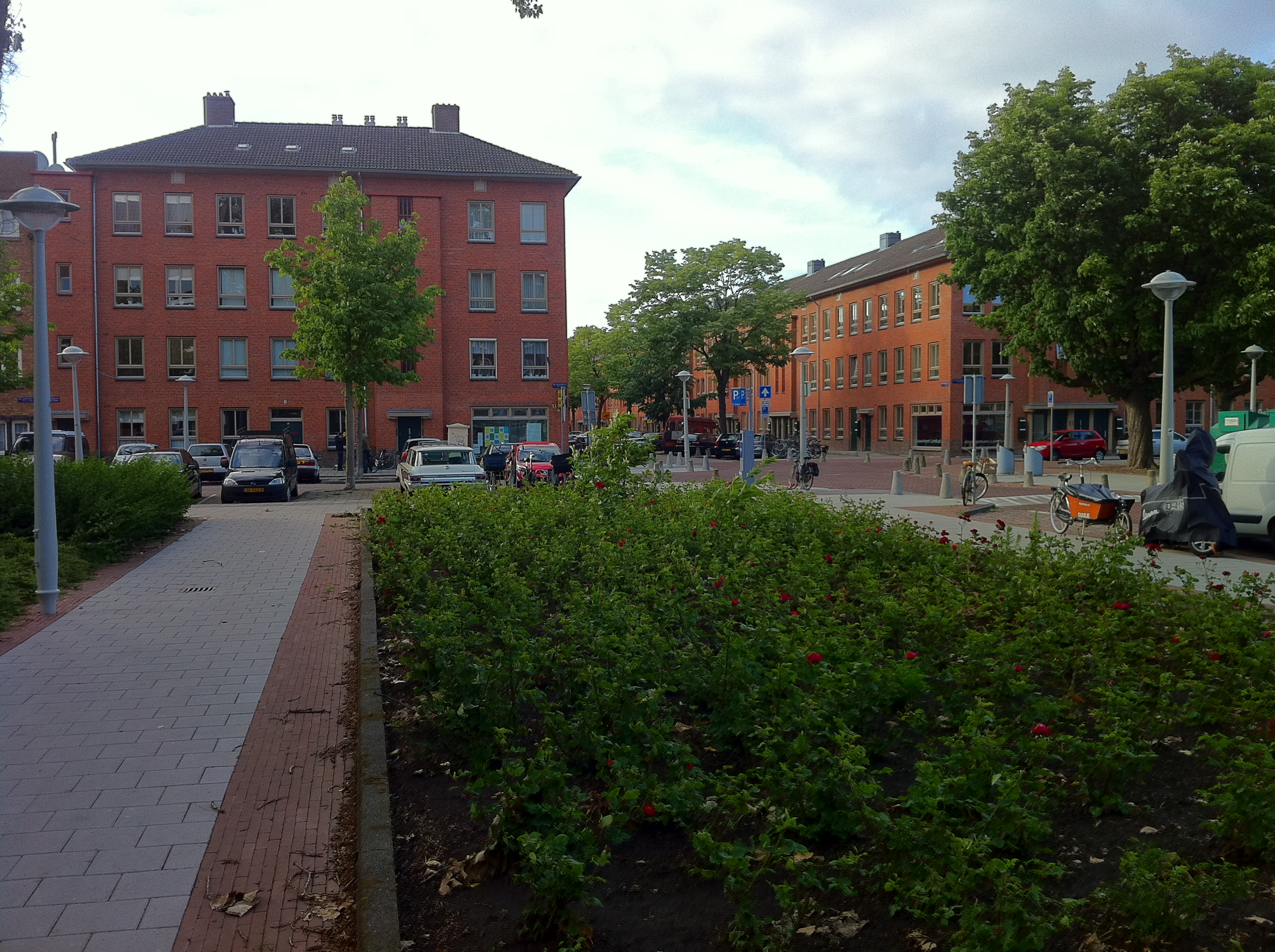
Arbeiderswoningen van woningbouwvereniging 'Zomers Buiten' uit 1934 in Landlust.
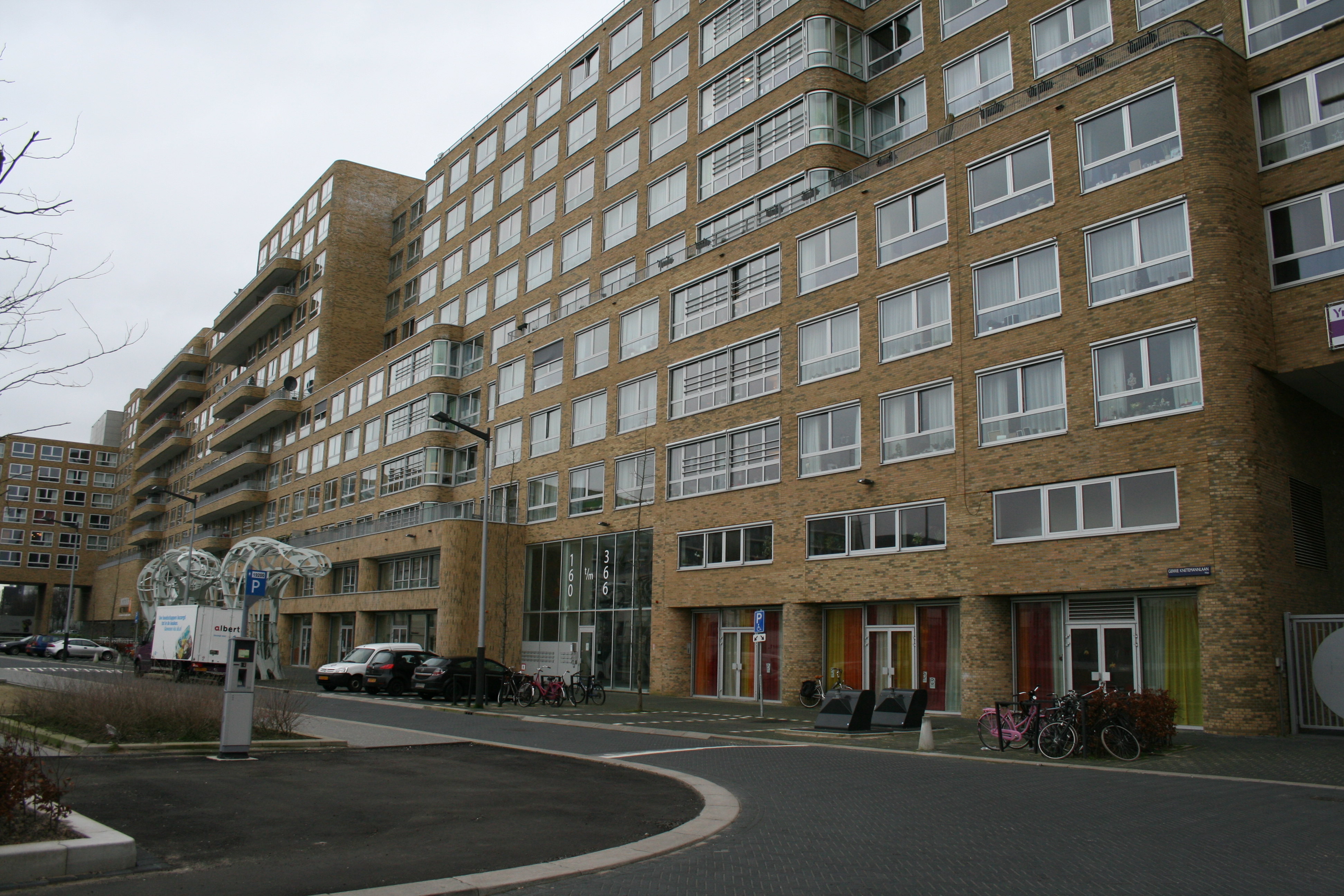
Het in 2011 opgeleverde gebouw 'De Tribune' in de wijk Laan van Spartaan; december 2012.